# Houston Open 1976
Lo Houston Open 1976 è stato un torneo di tennis giocato sulla terra verde. È stata la 6ª edizione dello Houston Open, che fa parte del World Championship Tennis 1976. Il torneo si è giocato a Houston negli USA, dal 6 al 12 aprile 1976.

## Campioni

### Singolare maschile
Harold Solomon ha battuto in finale  Ken Rosewall con il punteggio di 6–4 1–6 6–1

### Doppio maschile
Rod Laver /  Ken Rosewall hanno battuto in finale  Charlie Pasarell /  Allan Stone con il punteggio di 6–4, 6–2